# Джек Хайдс
Джек Гордън Хайдс (на английски: Jack Gordon Hides) е австралийски полицейски офицер, изследовател на Нова Гвинея.

## Ранни години (1906 – 1935)
Роден е на 24 юни 1906 година в Порт Морсби (сега столица на Папуа Нова Гвинея) в семейството на Хорас Хайдс, директор на местния затвор, и съпругата му Хелена Шанахан. От 1911 до 1917 учи в Европейското училище в родния си град, през 1917 посещава гимназия в Куинсланд, а от 1918 е частен ученик. Едновременно с това се занимава с плуване, аматьорски бокс и е състезател по спринт.
През юли 1925 Хайдс се присъединява към Папуанската държавна служба като кадет-чиновник и през май следващата година е преместен в отдела на правителствения секретар като патрулен кадет офицер. През 1928 е назначен за патрулен офицер и осъществява редица пътувания във вътрешността на Нова Гвинея.

## Експедиция в Нова Гвинея (1935)
През 1935 местния губернатор на Нова Гвинея назначава Хайдс за ръководител на експедиция, която има за цел да изследва неизследваните райони във вътрешността на страната между реките Стрикланд и Пурари. Експедицията се състои от 10 полицейски служители и 28 носачи и е последната голяма изследователска пешеходна експедиция без радио и въздушно обезпечаване. Отрядът се изкачва се по река Стрикланд (ляв приток на Флай) до изворите ѝ и открива левия ѝ приток река Рентул, като по последната се добира до високопланинското плато. Във вододелния хребет открива хребета Чемпион (3700 м) и редица реки и ручеи подхранващи реките Кикори и Пурари, вливащи се в залива Папуа. В горното течение на Стрикланд открива големи златни находища и долини гъсто населени с племена неизвестни дотогава на европейците.

## Следващи години (1936 – 1938)
През 1936 напуска полицейската служба и през февруари 1937, с поддръжката на частни инвеститори от Сидни, възглавява частна златотърсаческа експедиция в района на откритите от него находища. Поради нездравословния климат голяма част от участниците се разболяват и измират и Хайдс е принуден да прекрати търсенето на злато. Връща се в Сидни и на следващата 1938 се разболява от болестта бери-бери и умира на 19 юни на 31-годишна възраст.